# Le Liberté (Rennes)
Le Liberté est la principale salle de spectacles rennaise. Elle est nommée Salle omnisports jusqu'en 1996. Sa principale vocation est culturelle : programmation de spectacles musicaux et de variété, accueil de grands festivals rennais (les Rencontres Trans Musicales, Yaouank, Travelling…). Elle accueille également parfois des compétitions sportives.

## Localisation
Le Liberté est situé entre l'Esplanade Charles De Gaulle et le boulevard de la Liberté, dans le centre-ville de Rennes. Elle jouxte les équipements culturels Les Champs Libres, le multiplexe cinéma, et à proximité du Théâtre national de Bretagne (TNB), de la Gare SNCF, est desservi par le métro et un parking souterrain de 200 places.
Ce site est desservi par la station Charles de Gaulle de la ligne A du métro de Rennes.

## Histoire
Dès son élection en 1953, Henri Fréville, nouveau maire de Rennes, réfléchit à la transformation du sud du centre-ville occupé par le Champ de Mars, ancien champ de manœuvres militaires. Dans le cadre de l'aménagement global de ce nouveau quartier, le conseil municipal valide en 1956 le principe de la construction d'une salle omnisports pour accueillir de grands évènements sportifs mais également des spectacles et congrès.
La conception de cette salle est confiée à l’architecte Louis Arretche et la construction de l'édifice est confiée aux entrepreneurs Brochard et Gaudichet.
La salle est inaugurée le 21 octobre 1961, après trois ans de travaux, par le secrétaire d'État à la Jeunesse et aux Sports Maurice Herzog et par le maire de Rennes Henri Fréville. Cette salle omnisports a pour fonction d'accueillir les grands évènements sportifs.
Pendant les années 1980, de plus en plus de concerts y sont organisés du fait de la volonté des artistes nationaux comme internationaux de faire des concerts dans de grandes salles. La salle change de nom en 1996 et devient Le Liberté ; des travaux sont alors entrepris pour améliorer l'accueil des concerts.
En 2006, la salle est fermée pour effectuer de nouveaux travaux. Parallèlement, le MusikHALL, parc des expositions Rennes Aéroport - St Jacques, est créé pour accueillir les dates des grandes tournées dans la métropole.
Le Liberté rouvre ses portes en novembre 2009 avec un concert inaugural de Laurent Voulzy et l'inauguration de la salle L'Étage, nouvelle salle située au niveau 1 de l'équipement.
À la suite de la réouverture, les Transmusicales reviennent pour leur 31e édition au Liberté en décembre 2009, en parallèle des soirées au Parc Expo et à l'UBU. En effet, Le Liberté est désormais trop petit pour accueillir le grand nombre de festivaliers.
Le 12 mai 2012, le bâtiment accueille le match de championnat de France de handball Cesson Rennes Métropole Handball / Montpellier Agglomération Handball, qui est le premier événement sportif depuis sa réouverture. Ce match est le cadre d'une affaire de paris truqués. De 2012 à 2019, Le Liberté accueille régulièrement les matches les plus importants de l'équipe de Cesson Rennes Métropole Handball, les autres matches étant joués au Palais des Sports de Cesson-Sévigné. En 2019, le club bénéficie d'une nouvelle salle, la Glaz Arena, construite à Cesson-Sévigné.

## Architecture
Le bâtiment de 78 m par 46,80 m se caractérise par une architecture particulière ; en effet le toit donne l'impression de ressembler à deux voiles qui se croisent (le logo initial de la salle reprend cette forme). Cette forme inspire la population qui le surnomme « les fesses à Arretche ». Cette forme architecturale est due à une double voûte de béton de 78 m de portée, prouesse technique et architecturale pour l'époque,.

## Aménagement
Le bâtiment est organisé sur 2 étages. La salle principale a une surface de 4 800 m2 modulables. Elle peut ainsi accueillir 3 300 places assises et jusqu'à 5 200 places en configuration assis-debout. Lors des matches de handball du Cesson Rennes Métropole HB, la capacité d'accueil est de 4 000 places .
Le 1er étage, nommé Le Liberté - L’Étage, a une surface de 1 025 m2 modulables. Cette salle peut accueillir jusqu'à 900 personnes debout. Elle est principalement consacrée aux musiques actuelles, à la chanson et aux musiques du monde. C'est un lieu de valorisation et d’expression de la dynamique musicale rennaise.

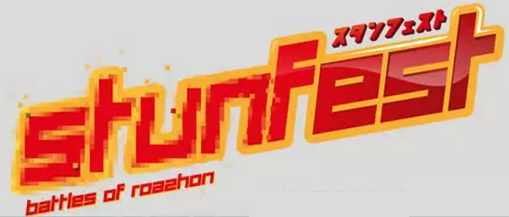

Le Festival Stunfest, travaillant sur la culture du jeu-vidéo est l'unique événement exploitant ce site dans sa quasi-intégralité. En effet, il propose simultanément ses activités dans les coursives, dans le Liberté, à L’Étage mais aussi sur l'esplanade Charles de Gaulle où se situent les principaux accès à la salle. Il se déroule tous les ans à la mi-mai et réunit près de 12 000 personnes sur 3 jours. 

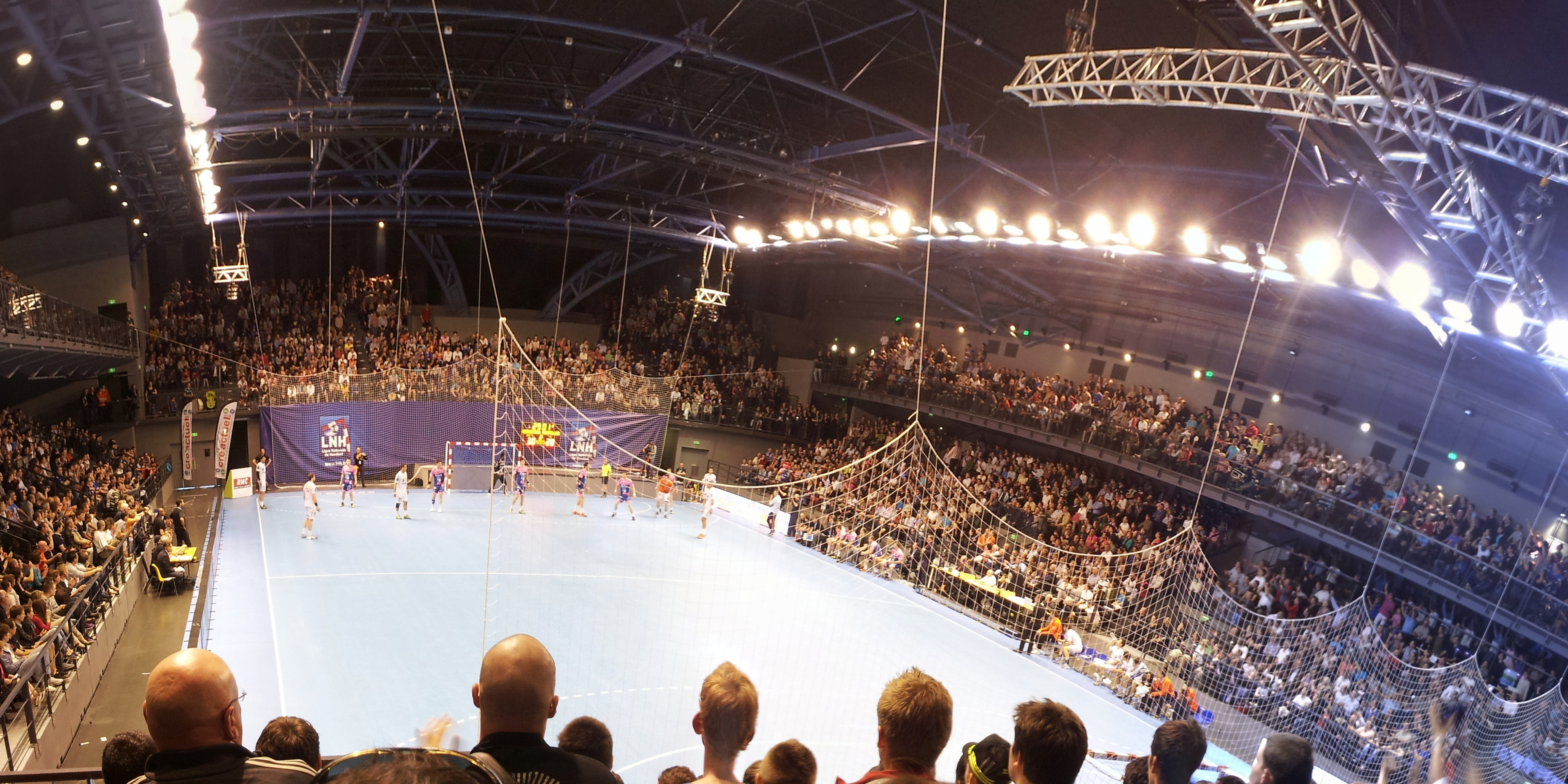
Le Liberté lors du match de handball Cesson-Rennes MHB - Montpellier AH, le 12 mai 2012.
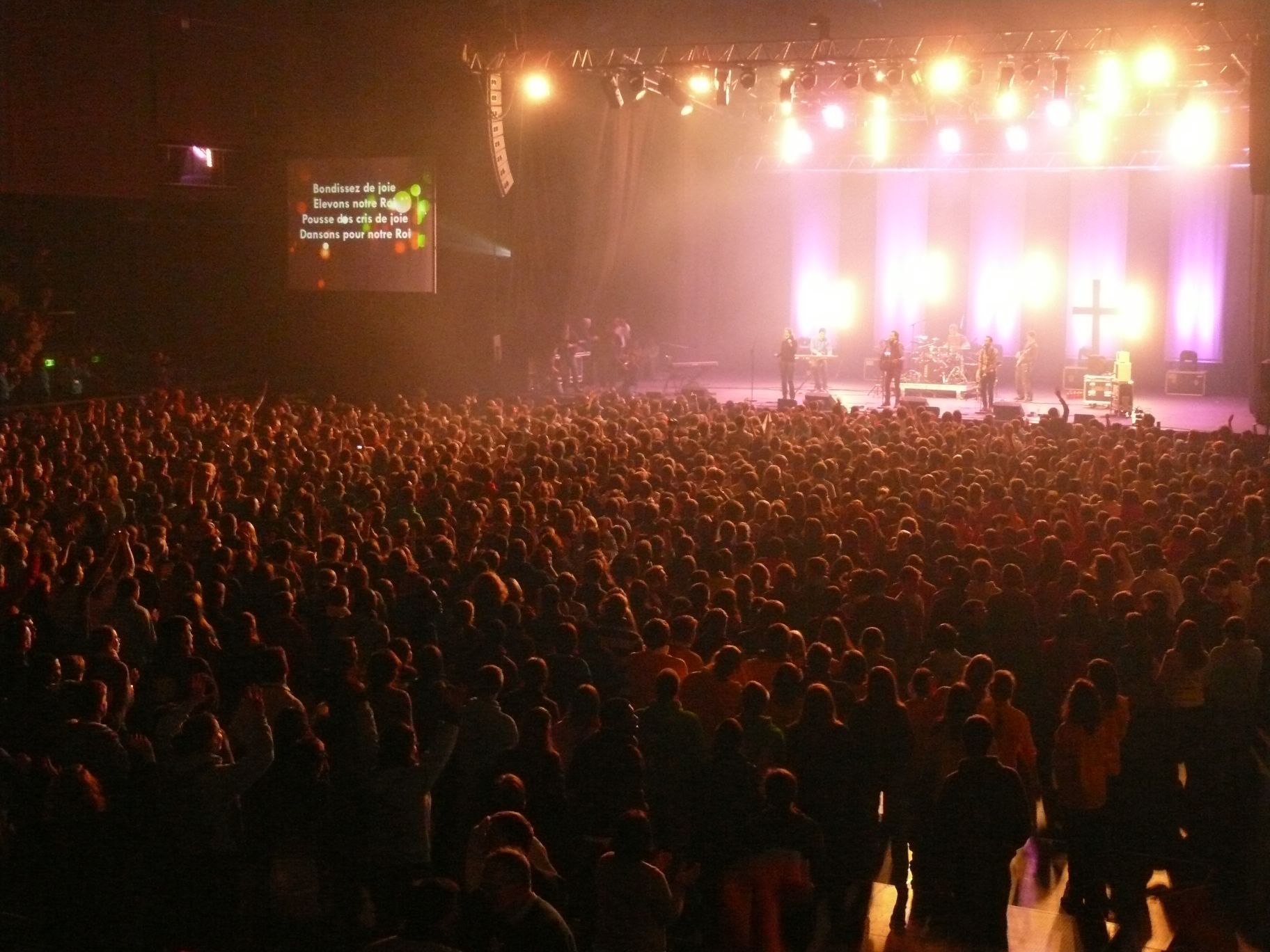
Le Liberté en configuration spectacle
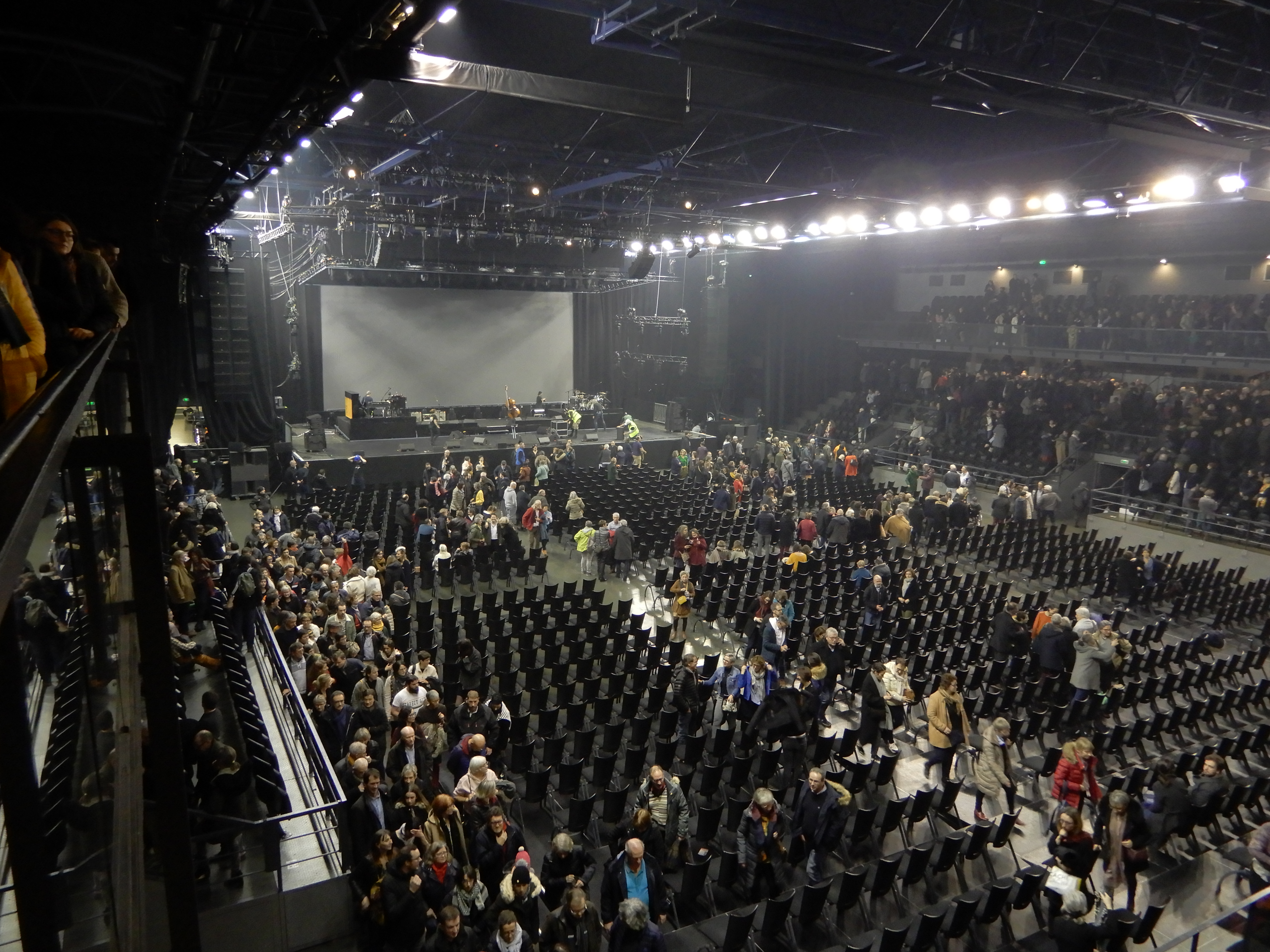
Fin du concert d'Alain Souchon le 12 février 2020

## Exploitation
La ville de Rennes a confié l'exploitation et la gestion de l'équipement « Liberté – MusikHALL » par délégation de service public à Citédia, société d'économie mixte de gestion d'équipements publics, jusqu'au 31 décembre 2017. L'équipement « Liberté – MusikHALL », rassemble les deux salles de spectacle Le Liberté et L’Étage, situées Esplanade Général de Gaulle, et la salle, Le MusikHALL, au Parc des expositions de Rennes.
